# Sobór Przemienienia Pańskiego w Chołmogorach
Sobór Przemienienia Pańskiego – prawosławny sobór w Chołmogorach, wzniesiony w 1691. Znajduje się na terenie dekanatu chołmogorskiego eparchii archangielskiej.

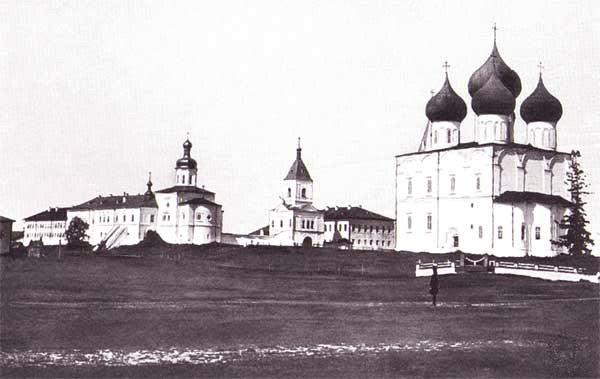
Sobór w XIX w.

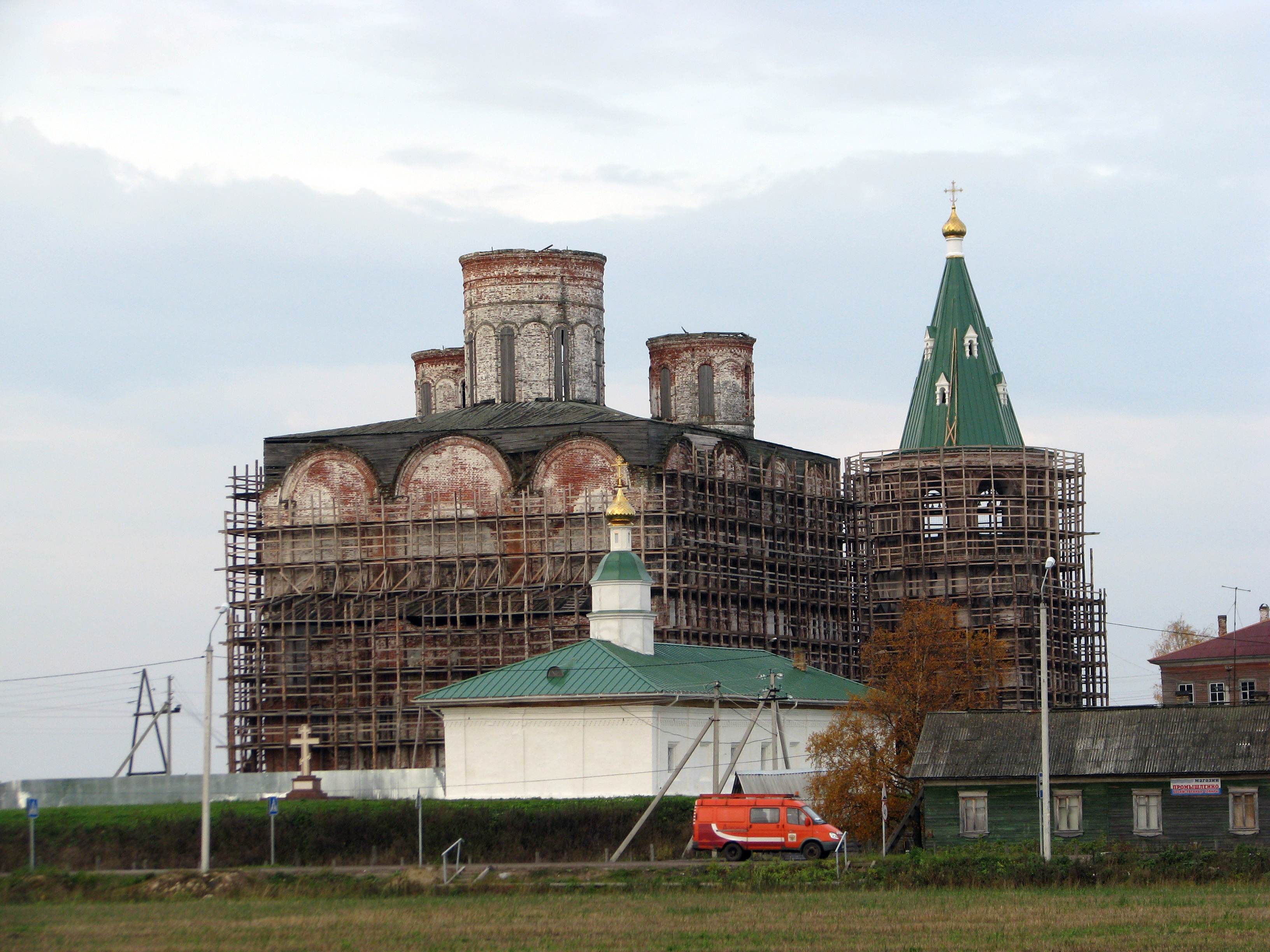
Sobór w trakcie odbudowy (wrzesień 2010)

Jest to jedna z największych kamiennych świątyń prawosławnych na Rosyjskiej Północy. Została zbudowana w okresie, gdy Chołmogory były siedzibą biskupa ordynariusza eparchii chołmogorskiej i waskiej (została ona następnie przeniesiona do Archangielska). Inicjatorem powstania soboru był arcybiskup chołmogorski Atanazy (Lubimow). Sam arcybiskup zdecydował o ostatecznym wyglądzie budynku. Prace budowlane zostały rozpoczęte 11 maja 1685. Budynek był gotowy w 1691 i został poświęcony 28 lipca tego roku. Obiekt został wyposażony w ikony przeniesione ze starszej, znajdującej się w Chołmogorach cerkwi Przemienienia Pańskiego, jak również w nowe wizerunki świętych, napisane przez protoprezbitera Fiodora i diakona Fiodora. W swojej architekturze sobór naśladował architekturę cerkwi moskiewskiego Kremla.
Sobór wznosi się na wysokość 42 metrów, jest zlokalizowany na wzniesieniu i zwieńczony pięcioma cebulastymi kopułami. W najbliższym sąsiedztwie obiektu wzniesiony był pałac biskupi z domową cerkwią biskupa. W 1685 powstała również zwieńczona dachem namiotowym dzwonnica. W 1693 sobór odwiedził Piotr I, który ufundował dla świątyni nowy, pięciorzędowy ikonostas. Cerkiew stała się również tradycyjnym miejscem pochówku kolejnych hierarchów prawosławnych rezydujących w Chołmogorach, począwszy od fundatora.
W latach 1816–1817 cały obiekt został przykryty żelazem, jego kopuły zostały pomalowane na zielono, zaś dach – na czerwono. Następnie, w latach 1883–1884 wyremontowano całą świątynię ze środków wydzielonych przez Świątobliwy Synod Rządzący. W kolejnych latach pieniądze na doraźne naprawy w cerkwi przekazywał, z ofiar wręczanych mu przez wiernych, ks. Jan Kronsztadzki. W 1891 umożliwiły one m.in. wzniesienie wokół obiektu kamiennego ogrodzenia.
W 1920 sobór został zamknięty przez władze bolszewickie i do tego czasu systematycznie niszczał. Na początku XXI w. znajdował się w stanie niemal całkowitej ruiny (zniszczona część kopuł, ściany grożące zawaleniem). W lepszym stanie jest dzwonnica, na której na nowo umieszczono 11 dzwonów.